# Henry Lorenz Viereck
Henry Lorenz Viereck (Philadelphia, Pennsylvania, 28 maart 1881 - Loudonville, Ohio, 8 oktober 1931) was een Amerikaans entomoloog. Hij was gespecialiseerd in de studie van vliesvleugeligen, waaronder zandbijen en andere soorten uit de familie Andrenidae, schildwespen (Braconidae) en gewone sluipwespen (Ichneumonidae).
Viereck publiceerde meer dan 90 wetenschappelijke artikelen over vliesvleugeligen. Hij overleed nadat hij aangereden was terwijl hij langs een wegkant bij Loudonville (Ohio) insecten aan het verzamelen was.